# Rhodes (Moselle)
Rhodes (Duits: Rodt in Lothingen) is een gemeente in het Franse departement Moselle (regio Grand Est) en telt 94 inwoners (2009). De plaats maakt deel uit van het arrondissement Sarrebourg-Château-Salins.

## Geografie
De oppervlakte van Rhodes bedraagt 12,8 km², de bevolkingsdichtheid is dus 7,3 inwoners per km².
De onderstaande kaart toont de ligging van Rhodes (Moselle) met de belangrijkste infrastructuur en aangrenzende gemeenten.

## Demografie
Onderstaande figuur toont het verloop van het inwonertal (bron: INSEE-tellingen).